# Pachoły
Pachoły (nuiem. Paccullen) – osada w Polsce położona w województwie pomorskim, w powiecie sztumskim, w gminie Dzierzgoń.
W latach 1975–1998 miejscowość administracyjnie należała do województwa elbląskiego.
Wieś wzmiankowana w dokumentach z roku 1408, jako wieś pruska na 22 włókach. Pierwotna nazwa brzmiała Bacculen. W roku 1782 we wsi odnotowano 10 domów (dymów), natomiast w 1858 w 8 gospodarstwach domowych było 120 mieszkańców. W latach 1937–39 było 138 mieszkańców. W roku 1973 jako majątek, Pachoły należały do powiatu morąskiego, gmina i poczta Stary Dzierzgoń.
Do końca 1999 roku w gminie Stary Dzierzgoń.